# Casbah (Alger)
Pour les articles homonymes, voir Casbah (homonymie).
Casbah est une commune algérienne de la wilaya d'Alger. Elle doit son nom à la Casbah d'Alger qui est l'un des quartiers les plus historiques d’Alger  où s'y trouve la vieille ville inscrite au patrimoine mondial de l'Unesco.
Le terme de Casbah (en arabe : القصبة) signifie « la Citadelle », est utilisé seul, sans mentionner le nom de la ville.

## Géographie
Le territoire de la commune de Casbah est située au nord de la ville d'Alger, à l'extrémité ouest de la baie d'Alger.
| Bab El Oued  | Mer Méditerranée | Mer Méditerranée |
| Oued Koriche | Casbah           | Mer Méditerranée |
| Oued Koriche | Alger-Centre     | Alger-Centre     |

## Démographie
| 1987   | 1998   | 2008   |
| ------ | ------ | ------ |
| 60 061 | 50 453 | 36 762 |

## Routes
La commune de la Casbah est desservie par plusieurs routes nationales:
- Route nationale 11: RN11 (Route d'Oran).

## Patrimoine
- Une mosquée historique nommée Jamaa al-Jdid ou « La Nouvelle Mosquée ».
- Une mosquée historique nommée « Jemaa Kebir » ou La Grande Mosquée d'Alger.
- Une mosquée historique nommée Mosquée Ketchaoua, qui de 1832 à 1962, était la cathédrale catholique d'Alger.
- La Place des Martyrs, en arabe ساحة الشهداء ou Sahet Ec-Chouhadah (ex : Place du Gouvernement), une des plus célèbres places publiques d'Alger.
- La mosquée d'Ali Bitchin qui date de 1622.
- La rue de Bab Azzoun, parmi les plus célèbres d'Algérie.
- La Casbah d'Alger.
- Le temple protestant d'Alger.

## Transport
En août 2014, Algérie Ferries a été chargée de l'exploitation de ligne d’Alger-La Pêcherie à El Djamila, un service de transport maritime urbain.

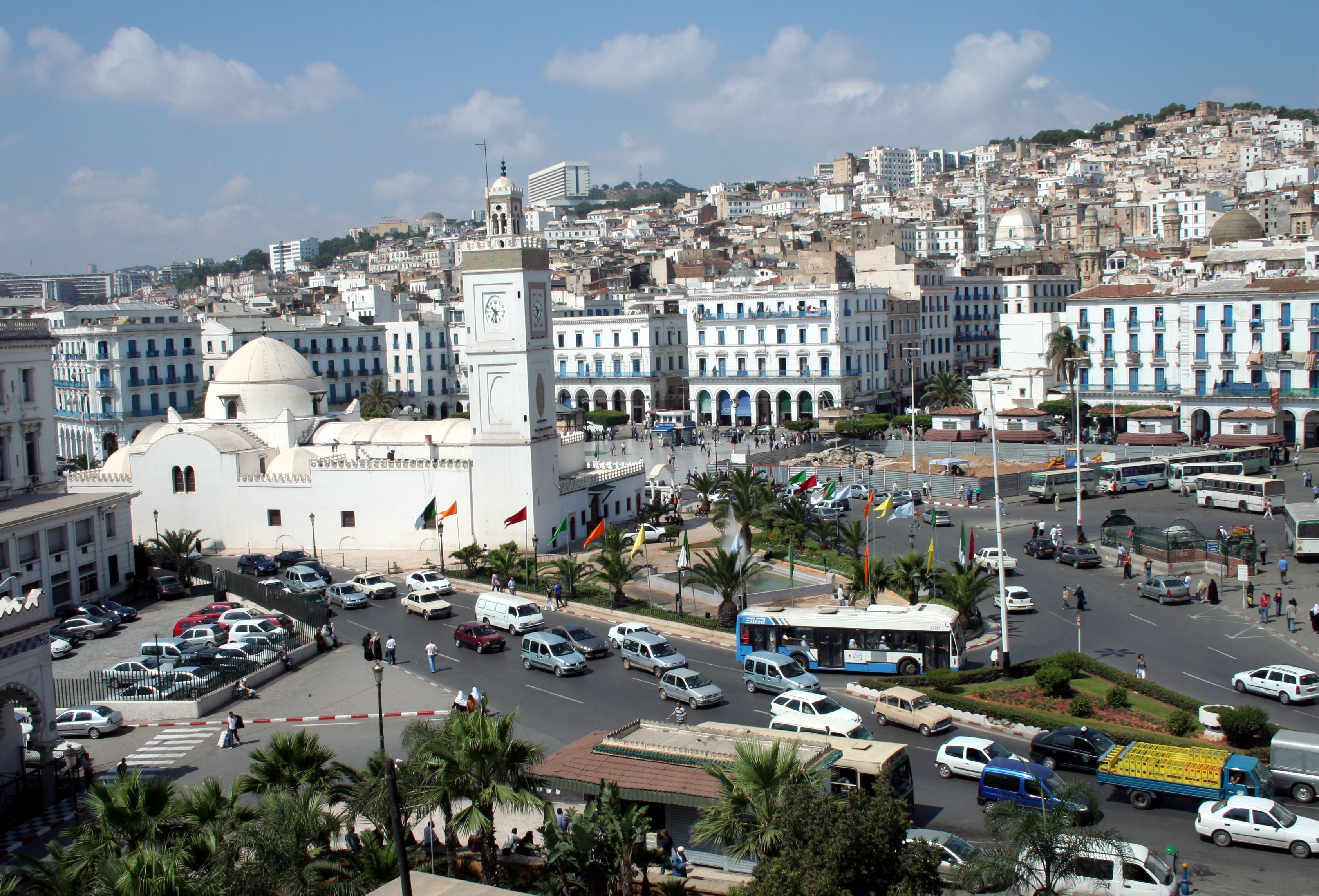
Jamaa al-Jdid, La Place des Martyrs et la Casbah en arrière-plan.
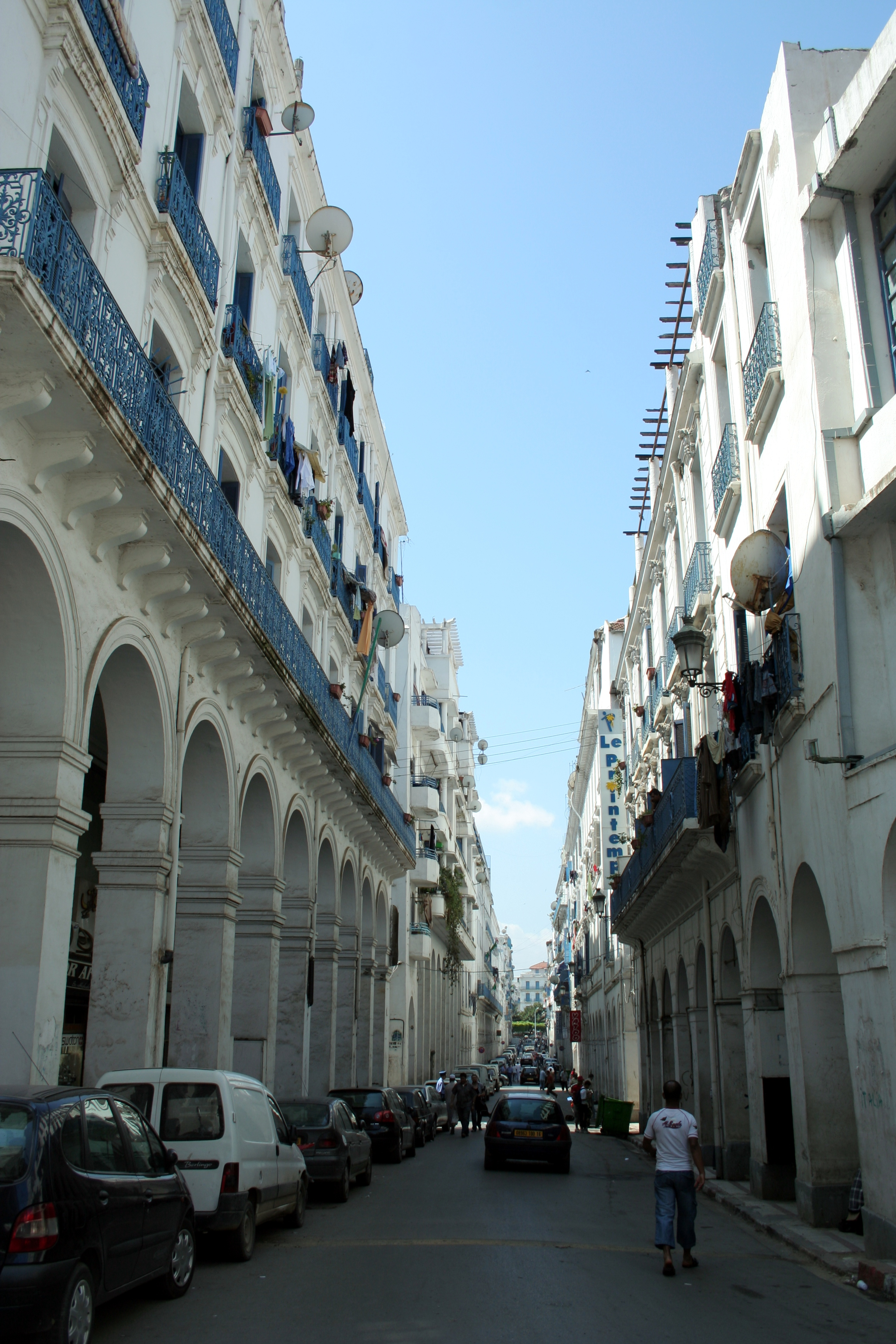
Une vue de la Rue de Bab Azzoun.
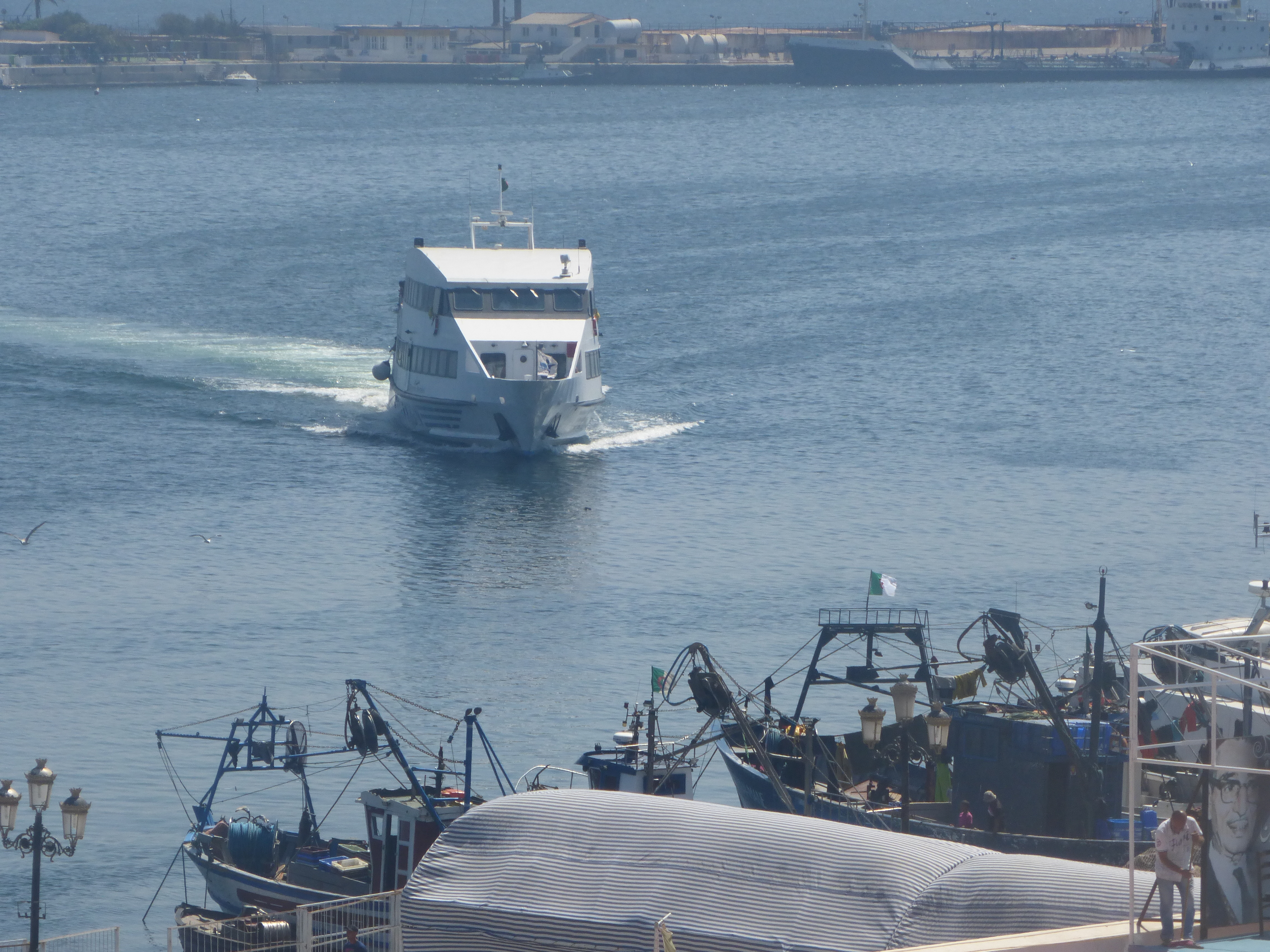

## Mosquées
La commune de la Casbah compte plusieurs mosquées.

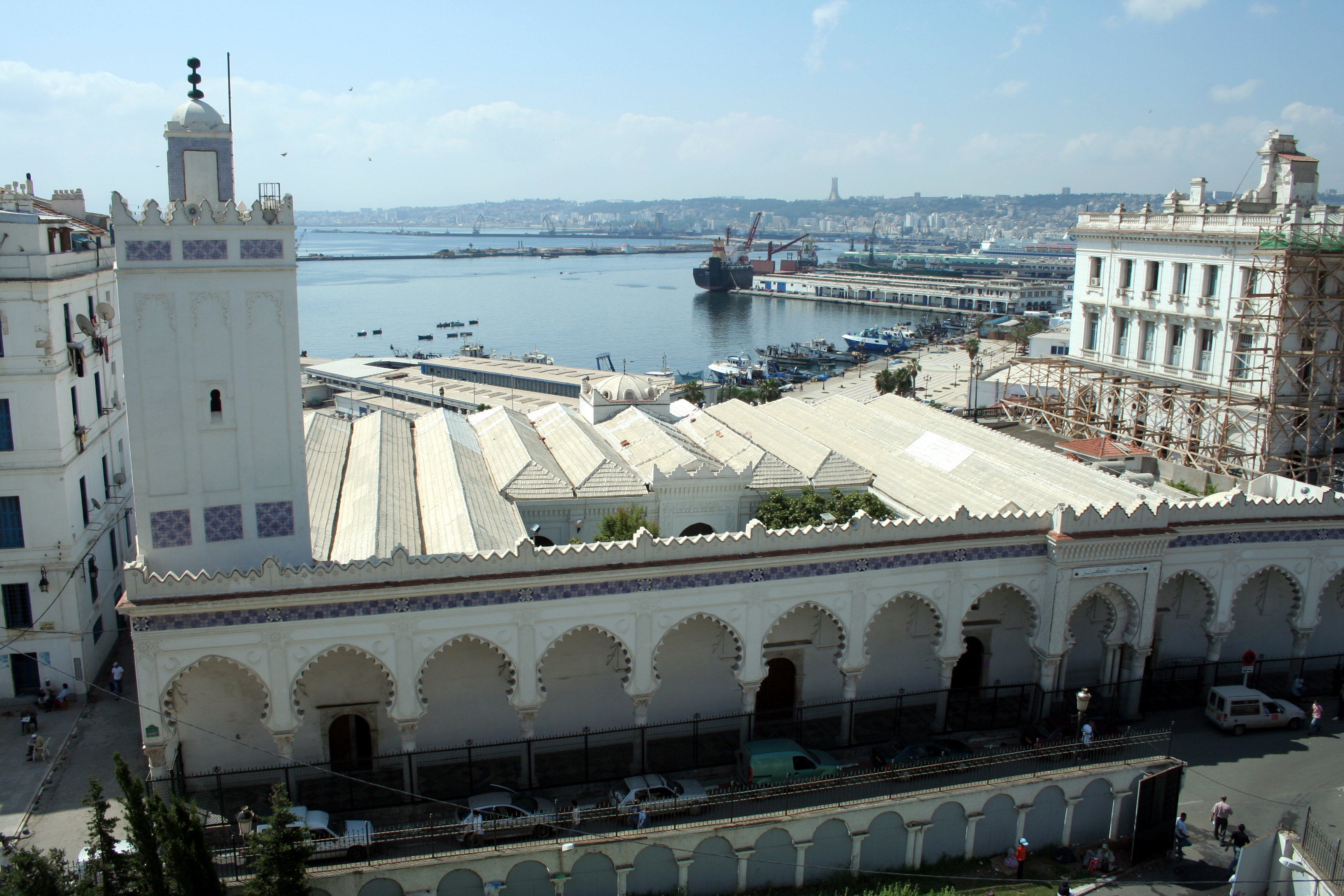
Grande Mosquée d'Alger
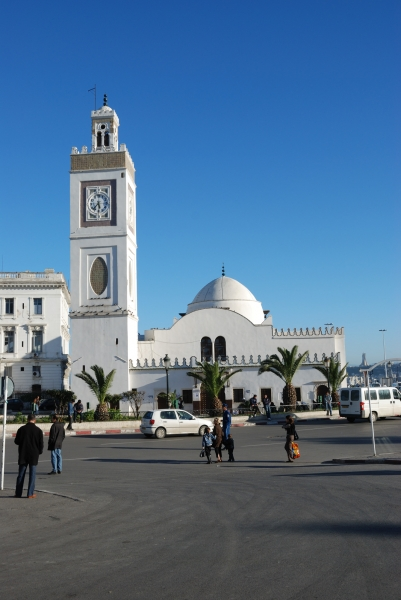
Jamaa al-Jdid
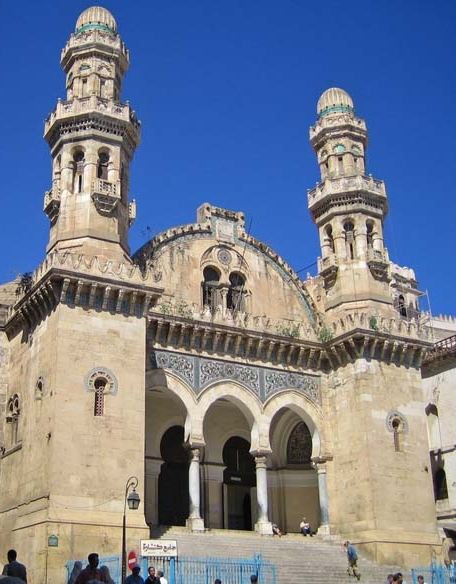
Mosquée Ketchaoua
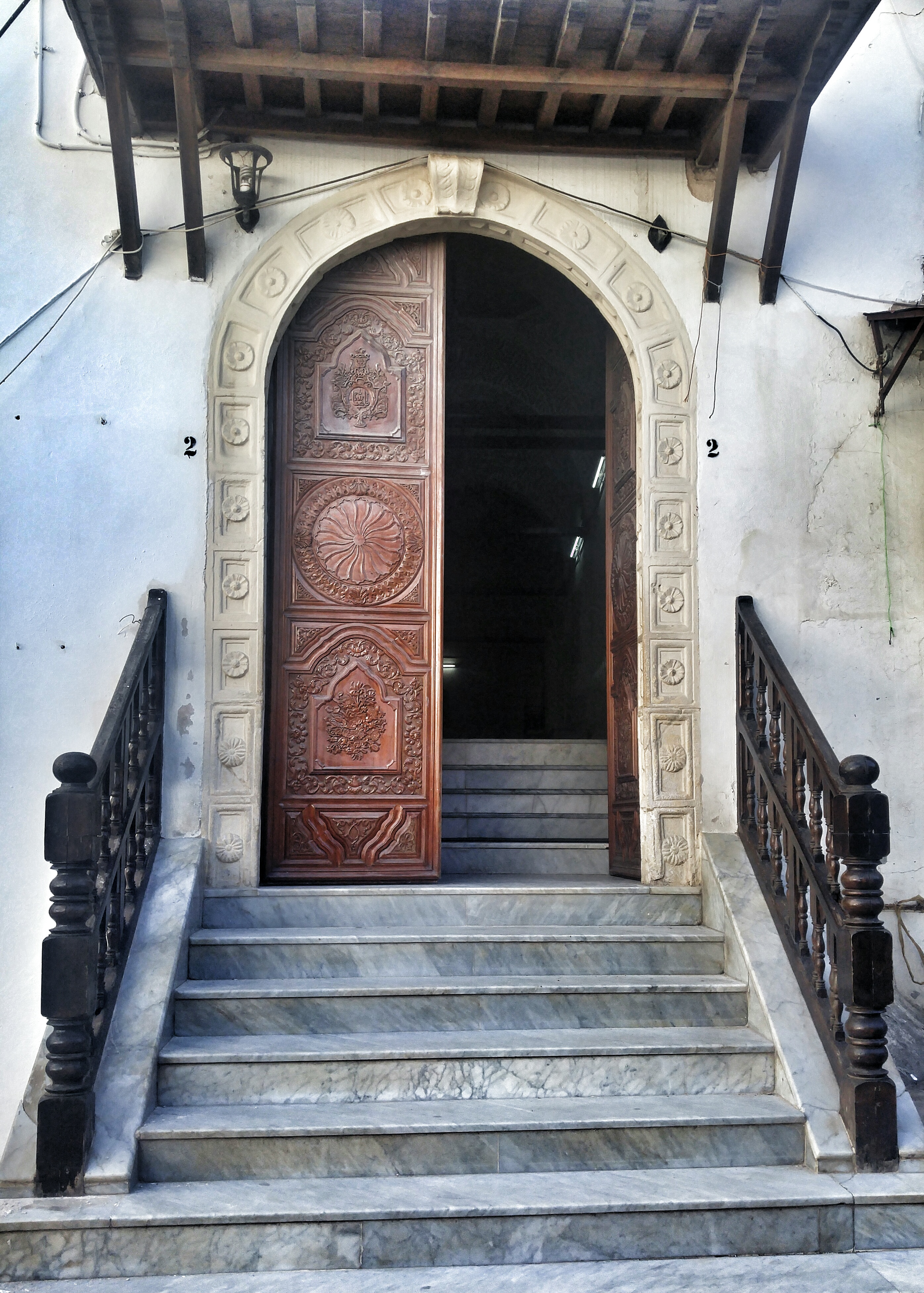
Mosquée de Ali Bitchin

### Personnalités liées à la commune
- Brahim Boushaki (1912-1997), théologien et indépendantiste algérien.